# 齋藤沙弥香
齋藤 沙弥香（さいとう さやか、7月6日 - ）は、テレビ信州 (TSB) のアナウンサー。

## 来歴
長野県埴科郡坂城町出身。神奈川大学人間科学部卒業。
大学を卒業後、福井放送 (FBC) に入社。同期の松田佳恵と川越智子とともに同局のアナウンサーになり、2016年3月に『おじゃまっテレ ワイド&ニュース』の中継コーナーでテレビデビューを果たす。
2018年3月に福井放送を退社し、同年4月にテレビ信州へ移籍した。

## 担当番組
テレビ信州
- news every. - キャスター（水 - 金曜）
- TSBニュース
- ゆうがたGet! - MC、ニュースキャスター
- KICK OFF！SHINSHU- MC

福井放送
- おじゃまっテレ ワイド&ニュース - 「駅前中継」担当[2]、「しあわせレシピ」担当[3]
- 朝だ!生です旅サラダ（朝日放送） - 福井からの生中継リポーター（2016年11月5日・2017年2月4日・2017年7月29日）
- FBCニュース